# Rock the Block
Rock the Block es el decimocuarto álbum de estudio de la banda suiza Krokus, lanzado en 2003.
Una vez más el vocalista clásico de la banda, Marc Storace es de la partida, aunque esta vez su reincorporación al grupo fue estable.
El álbum fue grabado en 2002 en Suiza, a caballo entre las ciudades de Basilea y Lausana, contando con 14 canciones.
Este disco alcanzó el puesto N.º 1 en los charts helvéticos, donde fue certificado "oro".

## Lista de canciones
1. "Mad World"
2. "Leading the Pack"
3. "I Want It All"
4. "Open Fire"
5. "One for All"
6. "Looking to America"
7. "Go My Way"
8. "Hot Shot"
9. "Raise Your Hands"
10. "Night of the Snakes"
11. "Throwing Her China"
12. "We'll Rise"
13. "Freedom"
14. "Rock the Block"

## Personal
- Marc Storace - voz
- Fernando von Arb – guitarra, teclados, bajo
- Dominique Favez – guitarra, mezclas
- Tony Castell – bajo, guitarra
- Patrick Aeby - batería, percusión, mezclas